# Recyclage des précipitations
Le recyclage des précipitations ou recyclage de l'humidité est un processus hydrologique, par lequel une partie de l'eau évapotranspirée à partir d'une zone contribue aux précipitations sur la même zone. Le recyclage des précipitations est donc une composante du cycle hydrologique.

## Taux de recyclage
Le rapport entre les précipitations issues de évapotranspiration locale ({\displaystyle P_{L}}) et les précipitations totales ({\displaystyle P}) définit le taux de recyclage des précipitations ({\displaystyle \rho }) : {\displaystyle \rho =P_{L}/P}. Le taux de recyclage est de un pour l'ensemble de la terre, et de zéro pour un seul point. Les estimations du taux de recyclage pour le bassin amazonien vont de 35 à 80 % selon les principales études, pour l'Afrique de l'ouest de 31 à 63 % et pour l'Eurasie de 11 %, les résultats montrant de grandes disparités selon les modélisations , les sources de données, les échelles de temps (saison, année) et d'espace, et masquant des différentiels importants pour une même région, entre le recyclage important des forêts et celui plus faible des sols nus.
Le taux de recyclage est une mesure de l’interaction entre l'hydrologie de surface et le climat régional,,,. Les changements d'utilisation des terres, tels que la déforestation, l'intensification de l'agriculture, l'assèchement de marais ou la construction de réservoirs d'eau, peuvent de modifier les précipitations d'une région.

## Bassin de précipitations
Le concept de recyclage des précipitations fait partie du concept de bassin de précipitations. Un bassin de précipitations est la surface d'océan et de continents balayée par les vents arrivant en un point donné, depuis laquelle l'évapotranspiration contribue aux précipitations en ce point. De la même manière qu'un bassin versant est défini par la zone topographique qui fournit le ruissellement de surface en un point (l'exutoire); le bassin de précipitations est la zone, définie statistiquement, dans laquelle l'évaporation qui se déplace par le recyclage des précipitations et les vents fournit des précipitations pour un point donné.

### Ouvrage
- (en) Yasir et H. H. G. Savenije, Moisture Recycling : How important is evaporation to sustain rainfall? Does landuse change affect rainfall significantly?, The Netherlands, IHE Delft, août 2002 (lire en ligne [PDF]).

### Articles
- (en) Eltahir, « Precipitation Recycling in the Amazon Basin », Massachusetts Institute of Technology, USA,‎ 1994 (lire en ligne [PDF]).
- (en) R. Koster, J. Jouzel, R. Suozzo et G. Russell, « Global sources of local precipitation as determined by the Nasa/Giss GCM », Geophysical Research Letters, vol. 13, no 2,‎ février 1986, p. 121–124 (DOI 10.1029/GL013i002p00121, Bibcode 1986GeoRL..13..121K).
- (en) Kevin E. Trenberth, « Atmospheric Moisture Recycling: Role of Advection and Local Evaporation », Journal of Climate, vol. 12, no 5,‎ mai 1999, p. 1368–1381 (DOI 10.1175/1520-0442(1999)012<1368:amrroa>2.0.co;2, Bibcode 1999JCli...12.1368T, lire en ligne).
- (en) Kaye L. Brubaker, Dara Entekhabi et P. S. Eagleson, « Estimation of Continental Precipitation Recycling », Journal of Climate, vol. 6, no 6,‎ juin 1993, p. 1077–1089 (DOI 10.1175/1520-0442(1993)006<1077:eocpr>2.0.co;2, Bibcode 1993JCli....6.1077B).
- (en) van der Ent, Savenije, Schaefli et Steele-Dunne, « Origin and fate of atmospheric moisture over continents », Water Resources Research, vol. 46, no 9,‎ 1er septembre 2010, W09525 (ISSN 1944-7973, DOI 10.1029/2010WR009127, Bibcode 2010WRR....46.9525V, lire en ligne ).